# Рудольф Шнайдер
Рудольф Шнайдер (нім. Rudolf Schneider; 1879 — 1967)— австрійський і німецький офіцер, генерал-лейтенант запасу вермахту.

## Біографія
Учасник Першої світової війни. Після війни продовжив службу в австрійській армії.
Під час Другої світової війни перебував у командному резерві 18-го військового округу. Під командуванням 9-го командира інженерних частин і фортець.  25 липня 1941 року одержав наказ проінспектувати Східні укріплення. 1 жовтня 1941 року переведений в командний резерв 17-го військового округу, під командування генерала інженерних частин і фортець при Головнокомандувачі сухопутними військами. 1 березня 1942 року відряджений у Віденський військовий архів. 30 квітня 1942 року відправлений у відставку.

## Звання
- Генерал-майор (27 лютого 1932)
- Фельдмаршал-лейтенант (1 березня 1935)
- Генерал-лейтенант запасу (1941)

## Нагороди
- Ювілейний хрест (1908)
- Бронзова і срібна медаль «За військові заслуги» (Австро-Угорщина) з мечами
- Хрест «За військові заслуги» (Австро-Угорщина) 3-го класу з військовою відзнакою і мечами
- Орден Залізної Корони 3-го класу з військовою відзнакою і мечами
- Військовий Хрест Карла
- Пам'ятна військова медаль (Австрія) з мечами
- Почесний хрест ветерана війни з мечами